# Duna–Tisza köze
A Duna–Tisza köze kifejezés alatt a Duna és a Tisza folyók között elhelyezkedő magyarországi és szerbiai tájat értjük. A terület Magyarország középső részén, valamint a szerbiai Vajdaság északnyugati részén helyezkedik el, és magában foglalja az Alföld nyugati felének nagy részét.
Az ENSZ hosszú távú klímaváltozási előrejelzése a Duna–Tisza közét félsivatagi övezetté nyilvánította. Magyarországi része a Duna–Tisza közi homokhátság, amelynek északi tájegysége a Kiskunság, a déli pedig a Bácskai-síkvidék nevet viseli.

## Földrajza
Nyugatról a Duna, keletről pedig a Tisza határolja. Északon a Mátraalja és a Bükkalja határolja, északnyugaton a Gödöllői-dombság határolja. Területén fekszik Pest vármegye déli, délkeleti része, Heves vármegye déli fele, a Verpelét-Lőrinci vonaltól délre. Jász-Nagykun-Szolnok vármegye nyugati része, Bács-Kiskun vármegye, valamint Csongrád-Csanád vármegye nyugati része tartozik még hozzá. A Hevesi Füves Puszták Tájvédelmi Körzet, valamint a Kiskunsági Nemzeti Park is itt található.
Nagyobb települései: Abony, Baja, Cegléd, Hatvan, Kalocsa, Kecskemét, Kiskunfélegyháza, Kiskunhalas, Szolnok, Szeged, Csongrád, Szerbiában: Szabadka, Újvidék, Zombor, Zenta.
Főbb vízfolyásai a Zagyva, a Tarna, a Galga, a Hajta-patak, a Tápió.
Fontosabb közúti közlekedési folyosói az M3-as autópálya, az M5-ös autópálya, az M0-s autóút, a 3-as főút, a 4-es főút, az 5-ös főút.

### Településföldrajza
A Duna–Tisza közén fekvő települések Heves vármegyében a következők: Adács, Aldebrő, Andornaktálya, Apc, Átány, Atkár, Besenyőtelek, Boconád, Boldog, Csány, Demjén, Detk, Domoszló, Dormánd, Ecséd, Eger, Egerfarmos, Egerszalók, Erdőtelek, Erk, Feldebrő, Füzesabony, Gyöngyös, Gyöngyöshalász,  Hatvan, Heréd, Heves, Hevesvezekény, Hort, Kál, Kápolna, Karácsond, Kerecsend, Kerekharaszt, Kisköre, Kompolt, Kömlő, Lőrinci, Ludas, Maklár, Markaz, Mezőszemere, Mezőtárkány, Nagyfüged, Nagykökényes, Nagyréde, Nagytálya, Nagyút, Novaj, Ostoros, Petőfibánya, Pély, Poroszló, Rózsaszentmárton, Sarud, Szihalom, Tarnaméra,  Tarnaszentmária, Tarnaszentmiklós, Tarnazsadány, Tenk, Tiszanána, Tófalu, Újlőrincfalva, Vámosgyörk, Verpelét, Vécs, Visonta, Visznek,  Zagyvaszántó, Zaránk.
Pest vármegye alföldi fekvésű települései a Duna–Tisza közén: Albertirsa, Bénye, Cegléd, Ceglédbercel, Csemő, Csévharaszt, Dánszentmiklós,  Dány, Galgahévíz, Gomba Hévízgyörk, Káva, Kóka, Mikebuda, Monor, Monorierdő, Nagykáta, Nyáregyháza, Pánd, Péteri, Sülysáp, Szentmártonkáta, Tápióbicske, Tápióság, Tápiószecső, Tápiószentmárton, Tóalmás, Tura, Újlengyel, Vácszentlászló, Valkó, Vasad, Zsámbok

## Közigazgatási egységek a Duna–Tisza közén

### Magyarországi közigazgatási egységek
- Budapest főváros (17 kerület)
- Pest vármegye (déli része)
- Bács-Kiskun vármegye (Magyarország legnagyobb területű vármegyéje)
- Borsod-Abaúj-Zemplén vármegye
- Heves vármegye (déli része)
- Csongrád-Csanád vármegye (nyugati része)
- Jász-Nagykun-Szolnok vármegye (nyugati része)

### Vajdasági körzetek
- Észak-bácskai körzet (Severnobački Okrug)
- Nyugat-bácskai körzet (Zapadnobački Okrug)
- Dél-bácskai körzet (Južnobački Okrug)

## Közigazgatási központok a Duna–Tisza közén

### Magyarországi megyei jogú városok
- Kecskemét
- Szeged (a belváros és a város nagyobb része)
- Szolnok (a belváros és a város nagyobb része)
- Eger

### Vajdasági közigazgatási székhelyek
- Újvidék, tartományi székváros
- Szabadka
- Zombor